# پولپی (ناحیه لیتومیریتسه)
پولپی (به چکی: Polepy) یک منطقهٔ مسکونی در جمهوری چک است که در ناحیه لیتومیریتسه واقع شده‌است. پولپی ۱۸٫۳۲ کیلومتر مربع مساحت و ۱٬۴۳۵ نفر جمعیت دارد و ۱۵۰ متر بالاتر از سطح دریا واقع شده‌است.